# Yacimiento paleontológico de Somosaguas
El yacimiento paleontológico de Somosaguas se encuentra en la Comunidad de Madrid, en el campus de Somosaguas, dentro del término municipal de Pozuelo de Alarcón (España). Los fósiles encontrados pertenecen a la fauna del piso continental Aragoniense (Mioceno medio), hace unos 14 millones de años aproximadamente. Los sedimentos donde se encuentran los restos se depositaron en un ambiente sedimentario de abanico aluvial. El yacimiento en sí está formado por dos zonas con presencia fósil, separadas por 60 m: Somosaguas Norte, que ocupa una posición estratigráfica superior, y Somosaguas Sur.
El yacimiento fue descubierto en el año 1989 por un estudiante de Geología cerca de la Facultad de Ciencias Políticas de la Universidad Complutense, al observar fragmentos de hueso en el suelo. El estudiante comunicó el hallazgo a la catedrática Nieves López Martínez, que comprobó que los restos eran fósiles, y a su vez lo comunicó al Departamento de Paleobiología del Museo Nacional de Ciencias Naturales.
En 2022 fue considerado por la National Geographic Society como uno de los 17 yacimientos paleontológicos más importantes de la península ibérica.

## Historia
En 1989 un estudiante de geología de la Universidad Complutense de Madrid, Francisco Hernández Arteaga, estaba esperando a su novia junto a la Facultad de Ciencias Políticas del campus de Somosaguas, cuando descubrió restos óseos en el suelo. Hasta el año 1996 no comunicó el hallazgo. Una vez comunicado, miembros del departamento de Paleobiología del Museo Nacional de Ciencias Naturales realizaron prospecciones en la zona, cuyos resultados se incluyeron en un informe presentado a la Consejería de Cultura de la Comunidad de Madrid, incluyéndose el yacimiento en carta paleontológica. Ya en el año 1998 se produjo la primera excavación paleontológica, en la que la catedrática Nieves López dirigió a un equipo de estudiantes de la Facultad de Ciencias Geológicas de Madrid, con el apoyo económico del rectorado de la Universidad Complutense, y contando con la colaboración del Museo Nacional de Ciencias Naturales.
Desde entonces se han realizado regularmente excavaciones llevadas a cabo por estudiantes y desde el año 2000 se ha establecido un periodo de trabajo de duración quincenal, en los meses de abril o mayo, además de realizarse jornadas de puertas abiertas, talleres y exposiciones.

## Geología

Columna estratigráfica del yacimiento de Somosaguas.

El yacimiento se encuentra sobre materiales miocenos que fueron depositados por un sistema de abanicos aluviales, que se formaron debido a la erosión que sufrieron las rocas graníticas y metamórficas del Sistema Central. Estos sedimentos afloran desde el sur del casco urbano de Madrid hasta el contacto con los materiales plutónicos y metamórficos de la sierra.
Los sedimentos presentes en el yacimiento poseen una potencia (espesor de sedimento) de 6 m y consisten en arcosas con matriz arcillosa y fragmentos de roca con intercalaciones de arcillas marrones y arenas micáceas, distinguiéndose tres tramos:
- Tramo 1 (T1): conforma el muro de la serie y tiene una potencia de 0,5 m. Está formado por arcosas con matriz arcillosa, y en este tramo del yacimiento Somosaguas Sur se encuentran gran cantidad de fósiles de micro y macrovertebrados.
- Tramo 2 (T2): niveles alternantes de arenas micáceas y arcillas marrones, con una potencia máxima de 1,5 m.
- Tramo 3 (T3): A techo de la serie, posee un espesor de más de 3 m, formado por arcosas con matriz arcillosa. En este tramo se hallan los fósiles de macrovertebrados de Somosaguas Norte.

## Fósiles

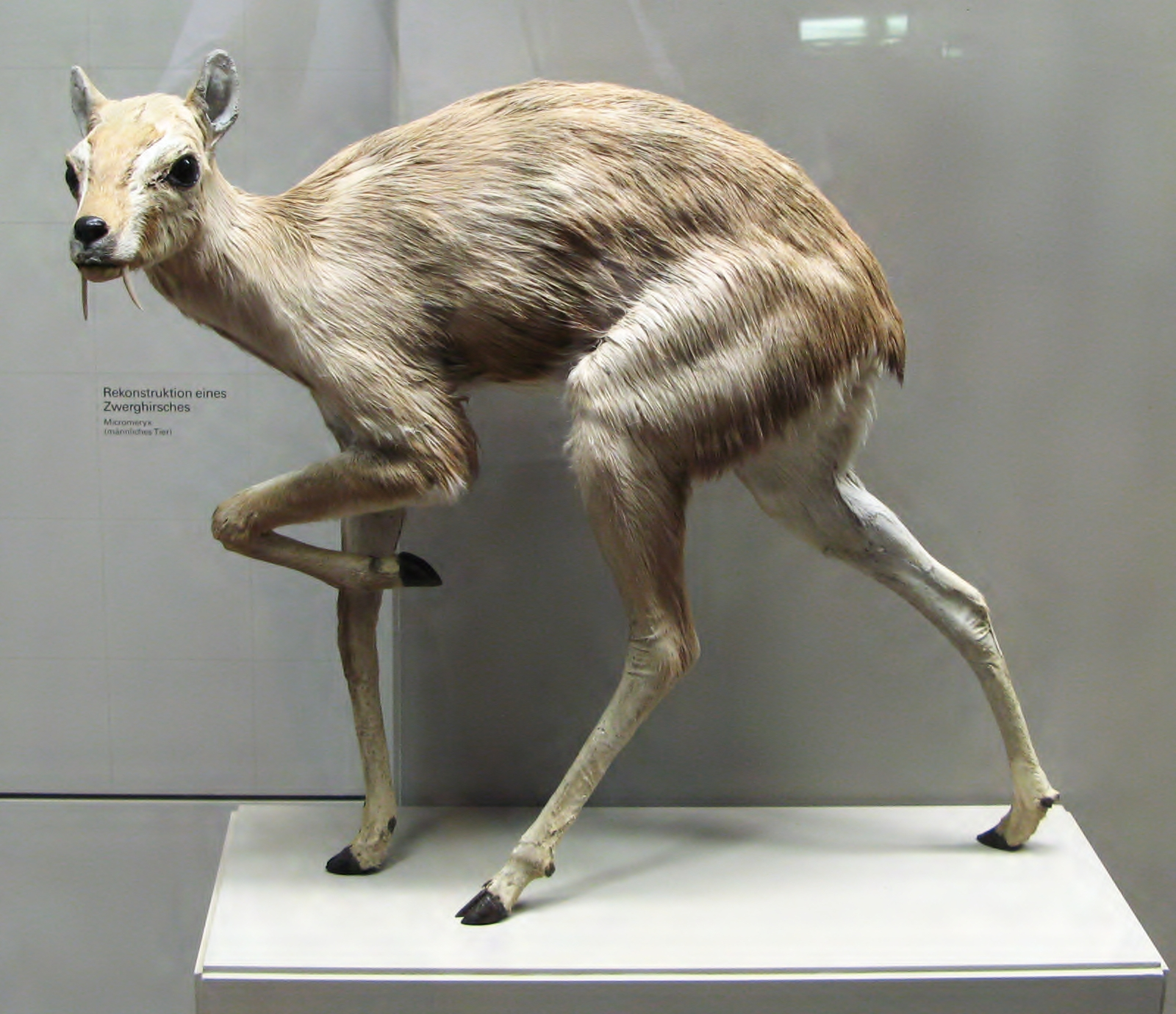
Reconstrucción de un ejemplar de Micromeryx, género presente en el yacimiento de Somosaguas.

El yacimiento de Somosaguas Sur posee una gran riqueza de fósiles de micromamíferos (se encontraron más de 400 dientes fósiles en 50 kg de sedimento) que han permitido asignarlo a la biozona E del Aragoniense medio (13,75-14,10 millones de años). Los taxones identificados pertenecen a distintos grupos: Gliridae (Microdyromys koenigswaldi, Microdyromys monspeliensis y Armantomys tricristatus), Sciuridae (Heteroxerus grivensis y Heteroxerus rubricati), Cricetidae (Megacricetodon collongensis, Democricetodon darocensis, Cricetodon soriae y Democricetodon sp. cf. D. lacombai), Insectivora (Miosorex sp. cf. M. grivensis y Galerix exilis), Lagomorpha (Lagopsis penai y Prolagus cf. oeningensis) y Reptilia (Chelonia, Lacertidae y Anguidae). En cuanto a los macrovertebrados se han recuperado restos del mastodonte Gomphotherium angustidens; de la familia Rhinocerotidae se ha identificado el taxón Alicornops sp. cf. A. simorrense; de la familia Equidae se han hallado restos de Anchitherium sp. cf. A. cursor; y dentro de los rumiantes existen fósiles de los géneros Heteroprox (Cervidae), Micromeryx (Moschidae) y Tethytragus (Bovidae). También aparece un súido, Conohyus.
Los fósiles presentes en Somosaguas Norte se corresponden mayormente con macrovertebrados, aunque también se han hallado microvertebrados, como los lagomorfos Lagopsis sp. y Prolagus sp. cf. P. oeningensis y el cricétido Democricetodon sp. En cuanto a los macrovertebrados, se han documentado restos del mastodonte Gomphotherium angustidens; fósiles de los carnívoros Hemicyon sp. cf. H. sansaniensis, Amphicyon sp., Pseudaelurus sp. y un mustélido indeterminado; el équido Anchitherium sp. cf. A. cursor; el rinoceronte Prosantorhinus douvillei; los rumiantes Heteroprox sp., Tethytragus sp. y Micromeryx sp. y el súido Conohyus simorrensis. También se han recuperado restos de aves y quelonios.

## Tafonomía, paleoclimatología y paleoecología

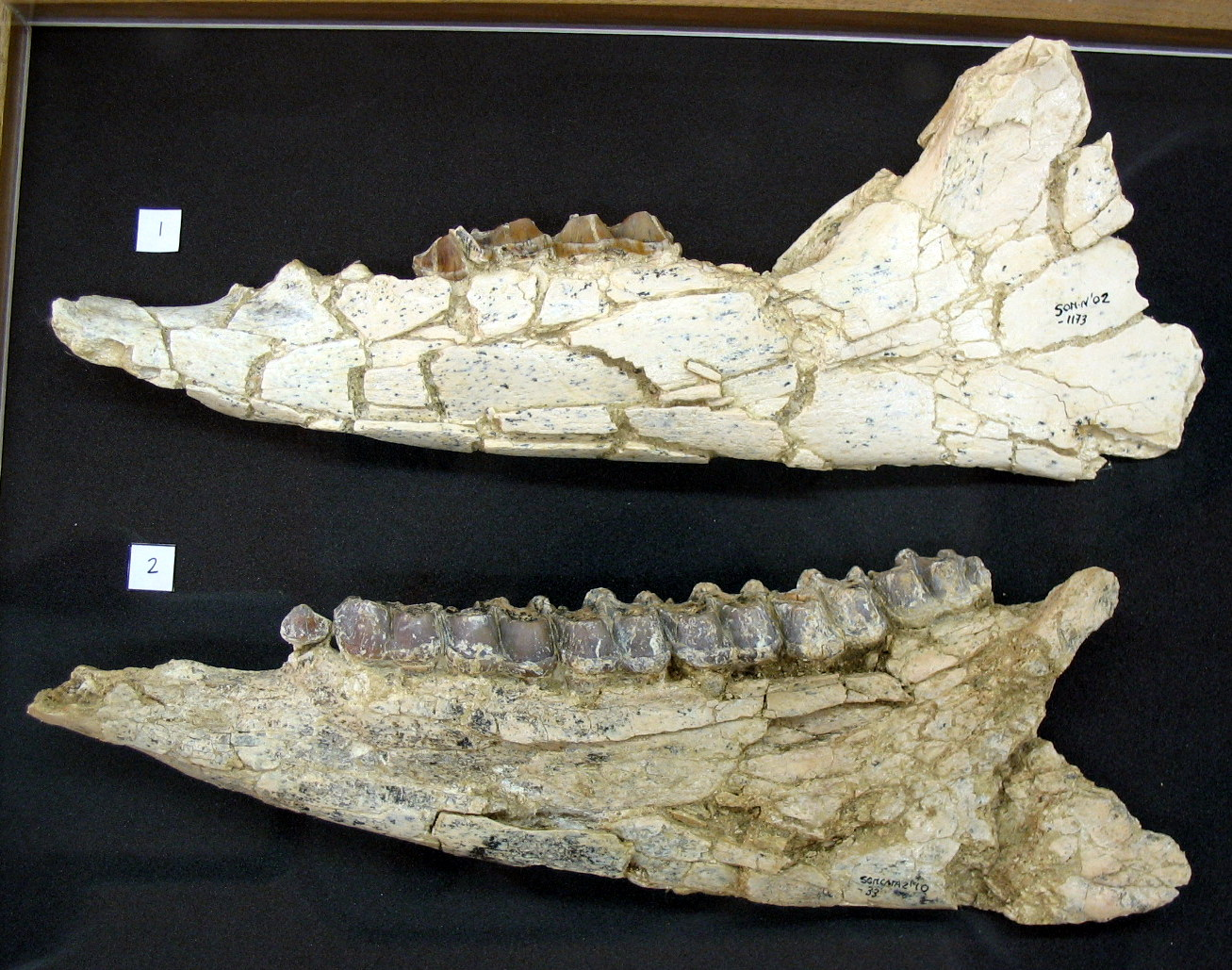
Hemimandíbulas fósiles pertenecientes al género Anchitherium halladas en el yacimiento de Somosaguas.

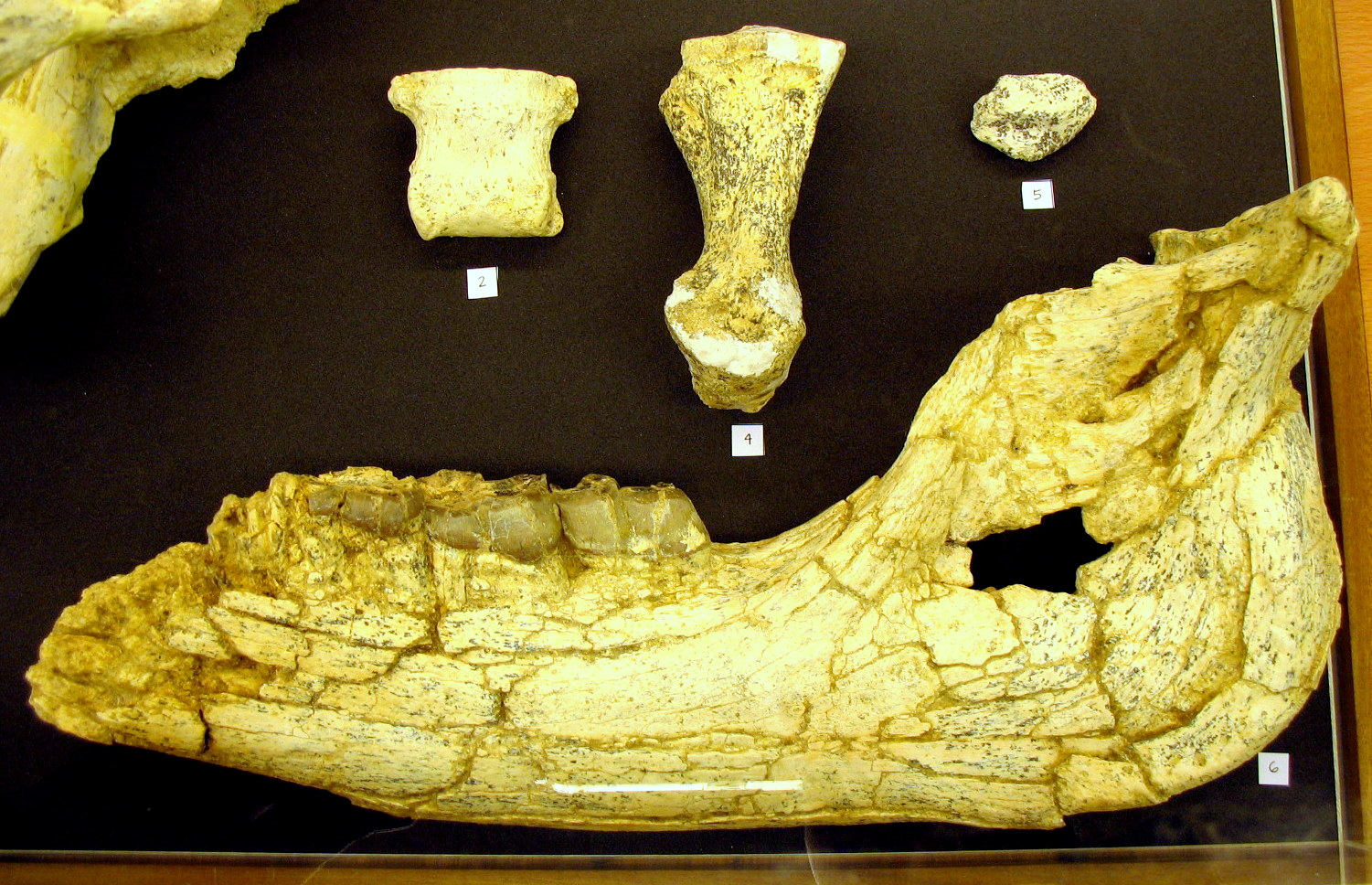
Hemimandíbula, falanges (2, 5) y metápodo (4) pertenecientes al género Prosantorhinus hallados en el yacimiento de Somosaguas.

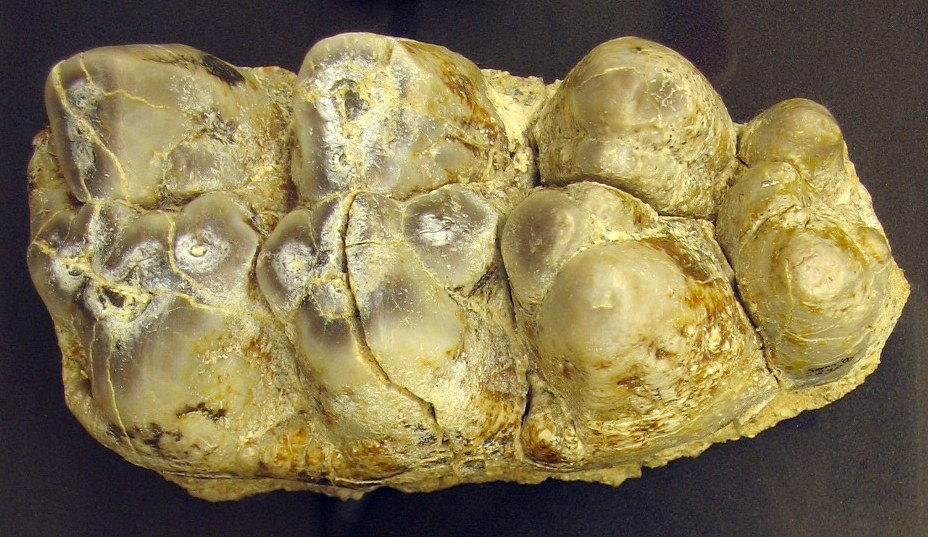
Molar de Gomphotherium hallado en el yacimiento de Somosaguas.

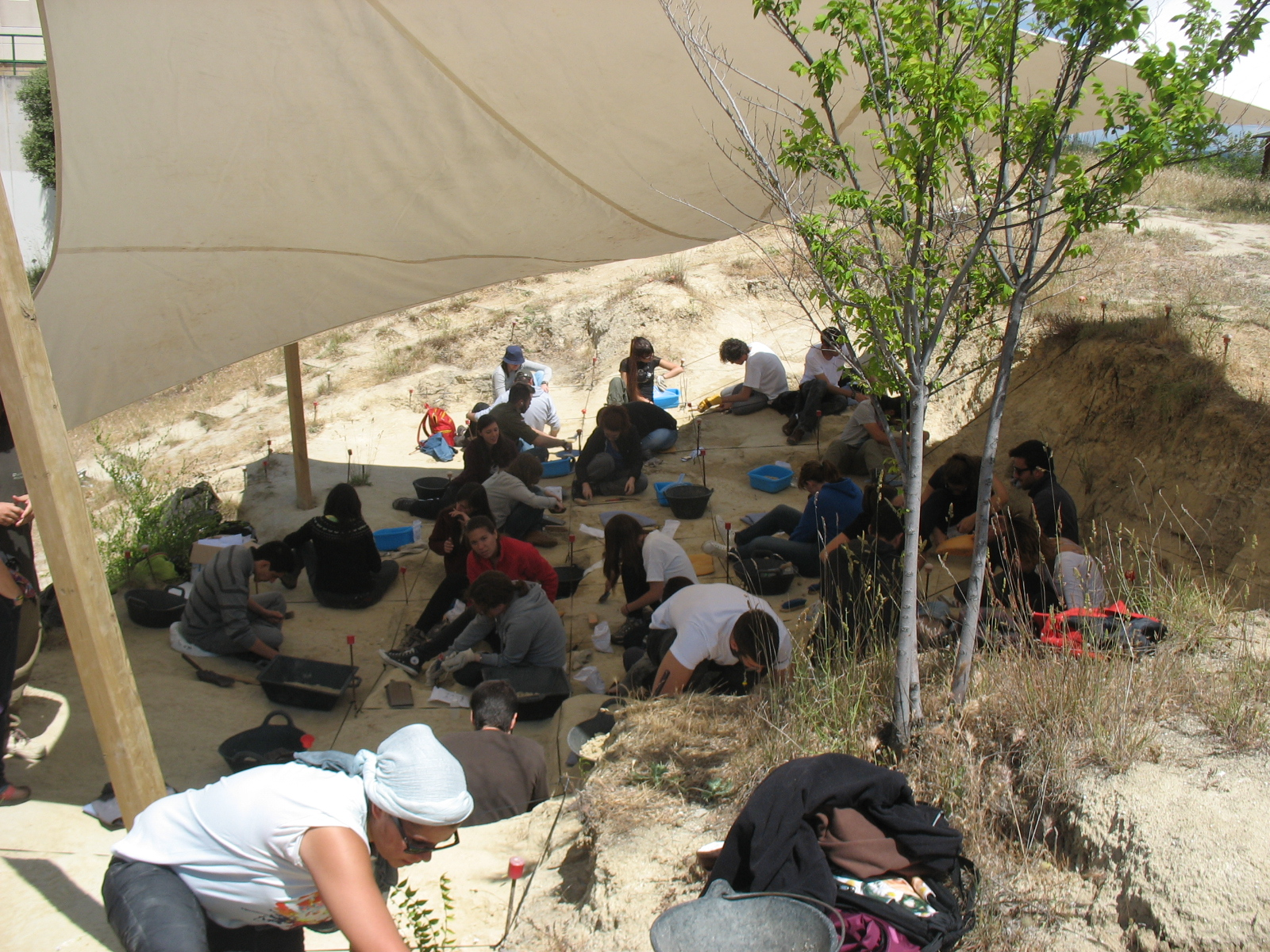
Excavación del yacimiento durante la campaña de 2014.

A partir el estudio tafonómico del yacimiento de Somosaguas Norte, se han realizado las siguientes observaciones: existe presencia de gran cantidad de esquirlas (pequeños fragmentos de hueso) procedentes de dos tipos distintos de hueso: esquirlas de hueso esponjoso y de hueso compacto, y parecen indicar que los restos óseos han sufrido procesos intensos de meteorización. También se ha documentado la presencia de algunos restos que presentan un estado frágil y superficies intactas, al igual que la presencia de restos muy alterados que forman masas pulverulentas. Además se han observado en los restos señales de abrasión y de reemplazamiento mineral. Parece ser que los procesos principales que han ocurrido en el yacimiento desde el punto de vista tafonómico son:
- Presencia de distintas tanatocenosis que poseen distintos grados de conservación.
- Concentración de los restos.
- Compactación del sedimento durante la fosildiagénesis.
- Mineralización de los huesos.
- Cementación, relleno de cavidades, descalcificación y descomposición de los huesos.
- Compactación diferencial que provoca fracturas en ciertos restos.

A partir de análisis isotópicos realizados sobre los restos fósiles se ha deducido que en esa época se estaba produciendo un enfriamiento del clima y un incremento de la aridez. Los cálculos indican un descenso de la temperatura de 6° C, coincidiendo con la bajada de temperaturas registradas durante el Mioceno como consecuencia del restablecimiento del casquete polar en la Antártida hace 14 millones de años. También la presencia de esmectita dioctaédrica en los sedimentos indica la presencia de una estación seca muy larga. Estudiando la relación Ba/Ca existente en muestras de esmalte dental de distintos taxones, se ha llegado a la conclusión de que los équidos del género Anchitherium ingerían una mayor proporción de plantas herbáceas que los mastodontes del género Gomphotherium y que los hábitos alimentarios del súido Conohyus simorrensis eran más omnívoros. Entre los restos fósiles encontrados se ha calculado la abundancia de los distintos taxones a partir de los restos óseos identificados entre los años 1998 y 2006, existiendo en el yacimiento un 47,47% de restos de macrofauna y un 52,53% de restos de microfauna. Dentro de la macrofauna, los rumiantes están representados con un 14,4%, el género Amchitherium con un 12,7%, Gomphotherium angustidens con un 11,1%, los carnívoros con un 3% al igual que Conohyus simorrensis y finalmente Prosantorhinus douvillei representa el 2,6% de los taxones presentes. El taxón más abundante es el microvertebrado Megacricetodon sp. cf. M. collongensis (24%). En cuanto a otros microvertebrados, se encuentran Democricetodon larteti (11,2%), Democricetodon sp. (0,1%), Cricetodon soriae (0,3%), Armantomys tricristatus (5%), Microdyromys koenigswaldi y M. monspeliensis (4,2%), Heteroxerus grivensis (4,8%), Prolagus sp. cf. oeningensis (0,1%), Lagopsis penai (1,5%), Galerix exilis (1,5%), Miosorex sp. cf. M. grivensis (0,6%) y no mamíferos (0,7%).